# Gelastocoris rotundatus
Gelastocoris rotundatus är en insektsart som beskrevs av Champion 1901. Gelastocoris rotundatus ingår i släktet Gelastocoris och familjen Gelastocoridae. Inga underarter finns listade i Catalogue of Life.